# Шеунг Шуеј
Шеунг Шуеј (上水) град је у Кини у региону Хонгконг. Према процени из 2009. у граду је живело 529.338 становника.

## Становништво
Према процени, у граду је 2009. живело 529.338 становника.
| 1990.   | 2000.   | 2009    |
| ------- | ------- | ------- |
| 120.063 | 298.700 | 529.338 |